# Episodi di Will & Grace (quarta stagione)
La quarta stagione della sit-com Will & Grace è andata in onda negli Stati Uniti d'America dal 27 settembre 2001 al 16 maggio 2002 sul canale NBC.
In Italia è andata in onda a pagamento su TELE+ Bianco ed è stata replicata in chiaro dal 22 dicembre 2003 al 30 gennaio 2004 su Italia 1.
| nº | Titolo originale                             | Titolo italiano                                 | Prima TV USA      | Prima TV Italia |
| -- | -------------------------------------------- | ----------------------------------------------- | ----------------- | --------------- |
| 1  | The Third Wheel Gets the Grace               | Tra i due litiganti il terzo gode               | 27 settembre 2001 |                 |
| 2  | Past and Presents                            | Passato e... presenti                           | 4 ottobre 2001    |                 |
| 3  | Crouching Father, Hidden Husband             | Padre ballerino... marito al fresco             | 11 ottobre 2001   |                 |
| 4  | Prison Blues                                 | Galera blues                                    | 18 ottobre 2001   |                 |
| 5  | Loose Lips Sink Relationships                | Non solo sesso                                  | 25 ottobre 2001   |                 |
| 6  | Rules of Engagement                          | Proposta di matrimonio                          | 1º novembre 2001  |                 |
| 7  | Bed, Bath and Beyond                         | Il letto, il bagno e oltre                      | 8 novembre 2001   |                 |
| 8  | Star Spangled Banter (aka Politicians)       | Stelle e strisce                                | 15 novembre 2001  |                 |
| 9  | Moveable Feast                               | È qui il party (prima parte)                    | 22 novembre 2001  |                 |
| 10 | Moveable Feast                               | È qui il party (seconda parte)                  | 22 novembre 2001  |                 |
| 11 | Stakin' Care of Business                     | Gli affari sono affari                          | 6 dicembre 2001   |                 |
| 12 | Jingle Balls                                 | Balle di Natale                                 | 13 dicembre 2001  |                 |
| 13 | Whoa, Nelly                                  | Gay e stalloni                                  | 10 gennaio 2002   |                 |
| 14 | Grace in the Hole                            | Amore dietro le sbarre                          | 17 gennaio 2002   |                 |
| 15 | Dyeing is Easy, Comedy is Hard               | L'apparenza inganna                             | 31 gennaio 2002   |                 |
| 16 | A Chorus Lie                                 | Fuori dal coro                                  | 7 febbraio 2002   |                 |
| 17 | Someone Old, Someplace New                   | Gente vecchia, posti nuovi                      | 28 febbraio 2002  |                 |
| 18 | Something Borrowed, Someone's Due            | La resa dei conti                               | 7 marzo 2002      |                 |
| 19 | Cheatin' Trouble Blues                       | Felice anniversario!                            | 28 marzo 2002     |                 |
| 20 | Went to a Garden Potty                       | Lo gnomo della discordia                        | 4 aprile 2002     |                 |
| 21 | He Shoots, They Snore                        | Ma papà ti manda solo?                          | 11 aprile 2002    |                 |
| 22 | Wedding Balls                                | Palle matrimoniali                              | 18 aprile 2002    |                 |
| 23 | Fagel Attraction                             | Attrazione banale                               | 25 aprile 2002    |                 |
| 24 | Hocus Focus                                  | Il mago Jack                                    | 2 maggio 2002     |                 |
| 25 | A Buncha White Chicks Sittin' Around Talikin | Parole... soltanto parole                       | 9 maggio 2002     |                 |
| 26 | A.I.: Artificial Insemination                | I.A.: Inseminazione artificiale (prima parte)   | 16 maggio 2002    |                 |
| 27 | A.I.: Artificial Insemination                | I.A.: Inseminazione artificiale (seconda parte) | 16 maggio 2002    |                 |

## Tra i due litiganti il terzo gode
- Titolo originale: The Third Wheel Gets the Grace
- Diretto da: James Burrows
- Scritto da: David Kohan e Max Mutchnick

### Trama
Will ritorna in anticipo dal suo viaggio in Francia e diventa d'intralcio alla relazione tra Grace e Nathan. Nathan si sente presto ignorato quando Grace passa tutto il suo tempo con Will, ma quando si intromette nella giornata di shopping dei due si rende conto di quanto sia importante la presenza di Will nella vita di Grace. Will torna a casa con un favoloso paio di jeans francesi che secondo lui sono da uomo, mentre tutti gli altri pensano che siano da donna. Jack è preoccupato perché crede di non piacere a suo figlio Elliot, quindi decide di accompagnarlo a fare shopping per il suo ritorno a scuola. Elliot si prova vestiti che Jack gli consiglia, ma poi esita a comprarli, ammettendo alla fine di esserseli provati solo per fare piacere a Jack. Rosario ricorda a Karen che è il loro quindicesimo anniversario come signora e domestica e Karen decide di regalarle qualcosa. Tuttavia, quando Rosario non riesce a decidere quali scarpe comprare, Karen è sconcertata; alla fine la domestica le rivela che l'unica cosa che vuole per il loro anniversario è passare più tempo con lei. Karen scappa via, spaventata dalla possibilità di provare emozioni.
- Guest star: Woody Harrelson (Nathan), Michael Angarano (Elliot), Shelley Morrison (Rosario)

## Passato e... presenti
- Titolo originale: Past and Presents
- Diretto da: James Burrows
- Scritto da: Tracy Poust e Jon Kinnally

### Trama
Will finge di non sentirsi minacciato quando Kevin, un suo ex compagno di classe, inizia a lavorare nella sua compagnia. Tuttavia il ricordo di quando Kevin lo obbligava a fare i compiti al suo posto riaffiora quando l'uomo obbliga Will a scrivere un progetto per il suo cliente. All'inizio Will cerca di affrontare Kevin senza buoni risultati, tuttavia riuscirà a vendicarsi scrivendo cose imbarazzanti nel progetto. Grace è umiliata quando il suo regalo perfetto per il compleanno di Nathan viene completamente oscurato dalla motocicletta che gli regala Karen. Grace cerca quindi di competere con Karen, regalandogli qualcosa di molto più costoso. Tuttavia, quando si rende conto che tutto ciò che può dare a Nathan è il suo amore, il ragazzo le assicura che questo è il più bel regalo che abbia mai ricevuto.
- Guest star: Adam Goldberg (Kevin)

## Padre ballerino... marito al fresco
- Titolo originale: Crouching Father, Hidden Husband
- Diretto da: James Burrows
- Scritto da: Adam Barr

### Trama
Il figlio di Jack, Elliot, invita al ballo una sua compagna di classe, Nancy, ma la ragazza declina l'invito dicendogli di avere già un accompagnatore. Jack convince quindi Grace ad accompagnare Elliot al ballo e si unisce a loro come chaperon. Durante il ballo i tre scoprono che il ragazzo di Nancy è malato, quindi Jack incoraggia Elliot a chiedere alla ragazza di ballare, mentre Grace ripensa ai suoi orribili anni di liceo seduta sulle panchine con altre ragazzine perdenti. Jack cerca di insegnare a Elliot a ballare, ma quando mettono la sua canzone preferita spinge via il ragazzo e inizia a ballare, diventando presto il centro dell'attenzione. All'inizio Elliot è imbarazzato, ma poi riesce a fare amicizia con Nancy, la quale gli dice di capirlo perché anche i suoi genitori sono gay. Karen si diverte a fare scherzi telefonici a Will, il suo avvocato, chiamandolo continuamente per false emergenze. Tuttavia, quando due agenti dell'FBI aprono un'indagine su suo marito, Karen chiama Will per una vera emergenza, ma l'uomo non le crede. Quando i due agenti arrivano nel suo ufficio Will si prende gioco di loro, pensando che siano due attori pagati da Karen. Will capirà che non si tratta di uno scherzo quando vede alla tv la notizia che Stanley è stato arrestato.

## Galera blues
- Titolo originale: Prison Blues
- Diretto da: James Burrows
- Scritto da: Alex Herschlag

### Trama
Dopo che Stan viene arrestato per evasione fiscale il gruppo di amici va a fargli visita in prigione. Dopo la visita Karen chiede a Grace di rimanere a dormire a casa sua. Grace accetta per aiutare l'amica, ma dopo che la donna ha provato tutti gli agi della sua villa Karen non riesce più a mandarla via. Will, essendo l'avvocato di Stan, deve fare i conti con la sua ansia da prestazione durante un'intervista in TV. Jack gli consiglia quindi di migliorare le sue abilità di comunicazione frequentando un corso di recitazione tenuto da un'autoritaria insegnante. Will riuscirà a superare le sue paure e a parlare abilmente davanti alla telecamera.

## Non solo sesso
- Titolo originale: Loose Lips Sink Relationships
- Diretto da: James Burrows
- Scritto da: Kari Lizer

### Trama
Con un astuto stratagemma Jack cerca di ottenere un giorno libero dal suo lavoro di commesso da Barneys. Sapendo infatti che la sua responsabile ha una cotta per Will, mentre quest'ultimo vorrebbe fare il modello per il catalogo del negozio, Jack li manipola e organizza loro un "appuntamento", senza che nessuno dei due sia a conoscenza delle vere intenzioni dell'altro. Grace paragona le proprie esperienze sessuali con quelle del suo ragazzo Nathan ed entrambi sono preoccupati quando scoprono che Grace ha avuto molti più partner, ma Nathan ha avuto rapporti sessuali molte più volte. Karen approfitta delle loro insicurezze per creare una comica situazione, nella quale Grace cerca di dare a Nathan il miglior appagamento sessuale della sua vita, mentre Nathan vuole migliorare la sua comunicazione con Grace evitando del tutto il sesso.

## Proposta di matrimonio
- Titolo originale: The Rules of Engagement
- Diretto da: James Burrows
- Scritto da: Jeff Greenstein

### Trama
Nathan chiede a Grace di sposarlo mentre stanno avendo un rapporto sessuale, ma lei gli dice che non è così che si immaginava la sua proposta di matrimonio. Grace, dopo avere parlato con Will, capisce di volere in realtà sposare Nathan e decide di fargli la proposta. Tuttavia Nathan ha cambiato idea e quando Grace gli chiede di sposarla lui rompe con lei, spezzandole il cuore. Will, Jack e Karen litigano per decidere chi di loro è più etico.

## Il letto, il bagno e oltre
- Titolo originale: Bed, Bath, and Beyond
- Diretto da: James Burrows
- Scritto da: Jhoni Marchinko

### Trama
Grace si crogiola nel suo letto, soffrendo per la rottura con Nathan. Will, Jack e Karen provano, a loro modo, a tirarla su di morale. Tuttavia, quando riesce a lasciare la sua camera e va in soggiorno, Grace ascolta un messaggio lasciato nella sua segreteria telefonica da un'agenzia di viaggi che sta organizzando un viaggio alle Bahamas per Nathan e per una ragazza di nome Suzie. Grace torna a letto e Karen chiede a Rosario di badare a lei, ma le due finiscono per guardare le diapositive di quando Grace era bambina. Karen, Jack e Will cercano di trascinare Grace sotto la doccia, ma la ragazza urla loro di fermarsi e li obbliga a pensare a tutte le cose tristi che stanno accadendo nella loro vita. Alla fine si riuniscono tutti insieme nel letto di Grace per guardare le sue diapositive.

## Stelle e strisce
- Titolo originale: Star-Spangled Banter
- Diretto da: James Burrows
- Scritto da: Cynthia Mort

### Trama
Will e Grace danno il loro supporto a due diversi candidati per le elezioni comunali: il primo appoggia il candidato gay, mentre la seconda la candidata ebrea. Entrambi organizzano la stessa sera una raccolta fondi per il rispettivo candidato nel loro appartamento. Tuttavia rimangono sconcertati quando scoprono che i loro candidati sono bigotti e conservatori. Jack è triste perché Karen ed Elliot non vanno d'accordo, quindi li obbliga a passare del tempo insieme, mentre lui va a un provino per interpretare un cadavere nello show Six Feet Under Karen accusa Elliot di essere un santarellino e il ragazzo cerca di dimostrarle che non è vero, facendo degli scherzi telefonici. Una volta tornato Jack è felice di scoprire che Karen ed Elliot sono diventati amici.

## È qui il party (prima parte)
- Titolo originale: Moveable Feast
- Diretto da: James Burrows
- Scritto da: Kari Lizer

### Trama
Piuttosto che passare il giorno del Ringraziamento separati Will e Grace si uniscono a Karen e Jack per un tour delle loro rispettive famiglie. Karen è sconvolta quando fa visita a Stan in prigione e quest'ultimo le consiglia di andare a letto con altri uomini, ma in seguito decide di volere esplorare questa possibilità. Grace diventa furiosa quando Jack rivela a sua madre che Nathan l'ha lasciata. La madre di Grace, felice per la notizia, si esibisce nel suo ballo "Te l'avevo detto" e Grace la insulta dicendole che non sa recitare. Jack porta suo figlio Elliot dal suo patrigno che è molto accogliente con entrambi; tuttavia Jack non sembra rendersi conto della sua gentilezza ed è infastidito da ogni singola cosa che il suo patrigno fa o dice. Will e suo fratello competono per decidere chi dei due potrà dare buca alla loro madre per il Ringraziamento. Alla fine il fratello di Will chiede direttamente alla madre di scegliere chi dei due deve rimanere e, quando sua madre non lo sceglie, Will è dispiaciuto. Prima di iniziare il loro "tour" il gruppo aveva lasciato a Rosario l'incarico di badare al tacchino arrosto, ma la donna inizia a mangiarlo.

## È qui il party (seconda parte)
- Titolo originale: Moveable Feast
- Diretto da: James Burrows
- Scritto da: Kari Lizer

### Trama
Quando tornano a casa per la cena Rosario incoraggia il quartetto a risolvere i loro problemi con le rispettive famiglie, così poi potranno passare una serena festa del Ringraziamento. Karen dice a Stan di amarlo e che non vuole dormire con altri uomini; Grace si scusa con sua madre e le dice di non apprezzare il suo fastidioso balletto; Jack e il suo patrigno cercano di iniziare una nuova relazione; la madre di Will lo rassicura dicendogli che è lui il suo figlio preferito. Rosario finisce tutto il tacchino.

## Gli affari sono affari
- Titolo originale: Stakin' Care of Business
- Diretto da: James Burrows
- Scritto da: Bill Wrubel

### Trama
Will viene usato come ripiego da un ragazzo e, quando incontra in palestra un uomo che anni prima aveva trattato allo stesso modo, decide di scusarsi. Tuttavia è sconvolto quando scopre che i due uomini stanno insieme. Jack inizia a usare uno slogan per fare allenamento, ma scopre presto che un personal trainer della palestra lo sta già usando. Karen incoraggia Grace a chiederle un prestito per espandere la sua attività, ma poi rifiuta la sua richiesta e le chiede di fare una vera e propria presentazione. Per vendicarsi, quando Karen rimane intrappolata nell'ascensore, Grace non la libera subito, finché Karen non ammette di avere delle buone ragioni economiche per impedire a Grace di ingrandire la sua attività.

## Balle di Natale
- Titolo originale: Jingle Balls
- Diretto da: James Burrows
- Scritto da: Laura Kightlinger

### Trama
Will sta uscendo con un nuovo ragazzo di nome Robert, un ballerino di danza classica, ma preferisce non presentarlo a Grace. Grace riesce furbescamente a invitare Robert a cena e Will è imbarazzato per il modo appariscente con cui Robert si muove e analizza tutto quello che Grace dice su di lui. Will accusa Grace di essere una criticona, ma poi si rende conto che è lui l'unico a sentirsi in imbarazzo e rompe con Robert. Jack riesce a ottenere l'incarico di arredare una delle vetrine di Barneys, ma con pessimi risultati. Quando la sua malvagia responsabile minaccia di licenziarlo Jack prega Babbo Natale di aiutarlo, mentre Karen chiede aiuto a Grace nonostante Jack le avesse rubato il lavoro da sotto il naso. Grace arreda la vetrina di Jack in segreto facendo un ottimo lavoro. Una volta vista la vetrina Jack pensa che sia un miracolo di Natale.

## Gay e stalloni
- Titolo originale: Whoa, Nelly
- Diretto da: James Burrows
- Scritto da: Adam Barr

### Trama
Grace e Will incontrano Tina, l'amante del padre di Will, che si lamenta per come sta andando la loro relazione. Grace propone a Will di organizzare un appuntamento al buio per Tina con un altro ragazzo, così che quest'ultima possa lasciare il padre di Will. Tuttavia il piano sembra fallire quando il ragazzo con cui Tina doveva uscire si tira indietro all'ultimo minuto. Grace e Will lo rimpiazzano velocemente con Larry, il loro amico gay, che riesce sorprendentemente ad affascinare Tina. Will è felice per come sta andando l'appuntamento, finché Tina non inizia a parlare male di suo padre. Will, offeso, inizia a difenderlo, ricordando a Tina tutte le ragioni per cui lei lo ama. Ciò persuade Tina a rifiutare Larry e a tornare dal padre di Will. Jack e Karen comprano uno stallone da corsa e decidono di farlo accoppiare, ma sono sconvolti quando scoprono che il cavallo è gay. Karen decide di vendere all'asta l'inutile cavallo, ma all'ultimo minuto capisce di volergli bene e cambia idea.
- Guest star: Lesley Ann Warren (Tina), Tim Bagley (Larry)

## Amore dietro le sbarre
- Titolo originale: Grace in the Hole
- Diretto da: James Burrows
- Scritto da: Bill Wrubel

### Trama
Grace accompagna Karen in prigione per fare visita a Stan e qui incontra un suo vecchio compagno di classe per cui aveva una cotta, Glen, che sta scontando una pena per frode immobiliare. Tuttavia Grace è sconvolta quando scopre che l'uomo si sta solo approfittando di lei, come fa con molte altre donne. Nel frattempo, per fare un favore a Grace, Will accetta di diventare l'avvocato di Glen ed è eccitato all'idea di tornare in tribunale. Tuttavia, quando Grace rompe con Glen e chiede a Will di lasciare perdere la causa, Will si rifiuta e riesce a scagionare l'uomo, ma poi gli dice di stare lontano da Grace. Rosario è furiosa con Karen perché la donna non fa abbastanza visite a suo marito ed è sconcertata quando Karen le dice che secondo lei stare in prigione non è poi così tanto male. La domestica scommette quindi con Karen e Jack che i due non riusciranno a stare chiusi per tre giorni nella sua piccola camera. Karen accetta la scommessa, promettendo di visitare Stan ogni giorno se dovesse perdere. Karen e Jack soffrono insieme per tre giorni e sono quasi sul punto di vincere la scommessa, ma a due ore dalla fine Karen si rende conto che, se lei ha passato tre giorni orribili nella stanza di Rosario, stare in prigione dev'essere per forza difficile per Stan. La donna decide quindi di perdere la scommessa e va a fare visita a suo marito.

## L'apparenza inganna
- Titolo originale: Dyeing is Easy, Comedy is Hard
- Diretto da: James Burrows
- Scritto da: Darlene Hunt

### Trama
Grace trascina Will al matrimonio del suo ex fidanzato ufficiale Danny. Will è stufo dei commenti che la gente fa quando dice di essere un avvocato, quindi decide di fingersi un giocatore di tennis professionista. Quando incontra un altro giocatore di tennis al matrimonio Will pensa che la sua bugia verrà scoperta, ma il ragazzo sembra coprirlo. Una volta soli l'uomo gli rivela che anche lui sta fingendo poiché in realtà lavora per il fisco. Durante la cena di prova Grace fa un discorso divertente raccontando quanto Danny sia immaturo; il giorno dopo la promessa sposa di Danny, Sarah, sembra avere un ripensamento. Grace cerca di farle capire quanto Danny sia in realtà fantastico e cerca di convincerla a non fuggire via; alla fine Grace è così convincente da volere sposare lei stessa Danny. Sarah si decide a sposare Danny e quando l'uomo le tocca il sedere e alza il pollice verso i suoi amici Grace si ricorda perché l'ha lasciato. Quando Jack permette a suo figlio Elliott di tingersi i capelli di biondo la mamma del ragazzo, Bonnie, dice a Jack che non possono più passare del tempo insieme. Karen rapisce Elliott e lo porta da Jack, ma quest'ultimo decide di riportarlo a casa. Jack e Bonnie litigano e Jack la accusa di avercela con gli omosessuali. Bonnie ammette quindi che è lesbica, ma non lo ha ancora detto a Elliott e ha agito in quel modo perché è gelosa della facilità con cui Jack lo ha detto al figlio. La donna concede a Jack il permesso di vedere Elliot.
- Guest star: Rosie O'Donnell (Bonny), Tom Verica (Danny)

## Fuori dal coro
- Titolo originale: A Chorus Lie
- Diretto da: James Burrows
- Scritto da: Tracy Poust e Jon Kinnally

### Trama
Karen chiede a Will di accompagnarla alla sua annuale festa di San Valentino e quando uno dei suoi amici la prende in giro perché è da sola Karen sostiene che Will è il suo gigolò. Will è quindi sorpreso quando molte delle amiche di Karen vogliono essere sue "clienti", ma poi è sconvolto quando viene a sapere il perché. Will, furioso, se ne va e lascia Karen sola per il ballo sotto ai riflettori, ma all'ultimo minuto cambia idea, e torna indietro per ballare con lei e salvarla dall'imbarazzo. Jack partecipa all'ultima audizione per entrare a fare parte di un coro gay e pensa che il suo principale rivale, Owen, in realtà sia eterosessuale. Grace si sta lamentando della sua capacità di flirtare, quindi Jack le chiede di aiutarlo a dimostrare che Owen sia eterosessuale. Grace cerca di dare il meglio e riesce a farsi baciare da Owen. Jack non riesce a ottenere le prove, ma decide comunque di dire a tutti che Owen non è gay. Owen ammette quindi di avere mentito e il direttore del coro lo sceglie comunque, in parte perché non voleva discriminarlo e in parte perché è davvero molto carino.
- Guest star: Matt Damon (Owen)

## Gente vecchia, posti nuovi
- Titolo originale: Someone Old, Someplace New
- Diretto da: James Burrows
- Scritto da: Jeff Greenstein (storia), Jhoni Marchinko e Alex Herschlag (sceneggiatura)

### Trama
Will e Grace decidono di trasferirsi in un appartamento più grande e, mentre sono alla ricerca di un nuovo alloggio, si innamorano di un appartamento al di fuori del loro budget. I due decidono che per permetterselo devono subaffittare il loro appartamento attuale ed estorcere più soldi agli affittuari. Quando scoprono che i loro amici Rob ed Ellen, in attesa del loro primo figlio, vogliono tornare a vivere a New York, Will e Grace decidono di approfittarsi di loro. Mentre sta realizzando un film sulla vita di Karen per il suo compleanno Jack scopre che la madre della donna lavora come cameriera in un bar e decide di farle rincontrare.
- Guest star: Tom Gallop (Rob), Leigh-Allyn Baker (Ellen)

## La resa dei conti
- Titolo originale: Something Borrowed, Someone's Due
- Diretto da: James Burrows
- Scritto da: Kari Lizer (soggetto); Bill Wrubel e Adam Barr (sceneggiatura)

### Trama
Quando realizzano che il loro appartamento è troppo grande Will e Grace cercano di convincere Rob ed Ellen a tornare nel New Jersey, inventandosi la storia di un assassino che sia aggira nel quartiere. Sfortunatamente Ellen non solo non ci crede, ma entra anche in travaglio. Con la nascita del loro figlio Rob ed Ellen decidono di tornare a vivere nel New Jersey e Rob rimprovera Will per avergli scucito più soldi con l'affitto. Jack cerca di organizzare un nuovo incontro tra Karen e sua madre Lois, ma le due litigano perché Karen non riesce a perdonare la madre per tutte le volte che l'aveva costretta da piccola a prendere parte alle sue frodi. Lois e Karen stanno per fare pace, ma poi Lois le chiede di prendere parte a un'ultima truffa. Karen accetta perché non riesce a dire di no alla madre e si ritrova nello stesso ospedale dove Ellen sta partorendo e dove deve aiutare sua madre a truffare un morente riccone. Karen viene umiliata di fronte ai suoi amici, che la vedono travestita come una povera e stupida ex cheerleader. La truffa di Lois fallisce comunque quando la figlia dell'uomo chiede un ordine restrittivo nei suoi confronti.
- Guest star: Suzanne Pleshette (Lois)

## Felice anniversario!
- Titolo originale: Cheatin' Trouble Blues
- Diretto da: James Burrows
- Scritto da: Alex Herschlag

### Trama
Will porta a cena fuori i suoi genitori per il loro anniversario ed è sorpreso di vedere che i due vanno d'amore e d'accordo. Will pensa che suo padre abbia lasciato la sua amante e, felice, dona loro il suo regalo: una crociera per due. Tuttavia Will è distrutto quando suo padre gli chiede, una volta soli, se la crociera sia al completo o se possa portare anche la sua "amica" Tina. Nel frattempo Grace è sorpresa quando la madre di Will le confessa che anche lei vuole portare un "amico" in crociera. Will, ignorando il consiglio di Grace, si confronta apertamente con i suoi genitori riguardo ai loro tradimenti e questi decidono di separarsi. Will, deluso, contempla l'idea di andare in crociera con Grace. Nel frattempo, a causa della sua paura degli ascensori, Karen chiede a Jack di prendere le scale per salire all'ultimo piano del palazzo dove si trova il ristorante. La scalata diventa però più difficile perché i due devono trasportare la torta per l'anniversario dei genitori di Will.
- Guest star: Sydney Pollack (padre di Will), Blythe Danner (madre di Will)

## Lo gnomo della discordia
- Titolo originale: Went to a Garden Potty
- Diretto da: James Burrows
- Scritto da: Sally Bradford (storia); Tracy Poust e Jon Kinnally (sceneggiatura)

### Trama
Dopo il divorzio dei suoi genitori Will recupera dalla loro casa il suo amato gnomo da giardino che decide di mettere nel giardino comune del palazzo. Tuttavia Grace lo rompe incidentalmente e, per evitare la furia di Will, incolpa un altro inquilino del palazzo. Karen riesce a fare ingaggiare Jack come attore per una pubblicità di materassi. Tuttavia, quando riesce a recitare perfettamente la parte dell'eterosessuale, Jack ha paura che lo spot possa rovinare la sua carriera da attore gay.

## Ma papà ti manda solo?
- Titolo originale: He Shoots, They Snore
- Diretto da: James Burrows
- Scritto da: Sally Bradford

### Trama
Jack è infastidito quando Will porta Elliott a un torneo di basket nel Connecticut e lo consiglia su come dovrebbe essere il suo primo bacio. Jack si sente infatti privato di un importante momento paterno, ma poi, dopo avere raggiunto i due al torneo, consola suo figlio per avere causato la perdita della sua squadra. Durante il torneo Will fa amicizia con tre papà incuriositi dal conoscere per la prima volta un omosessuale. Grace deve tenere un seminario sull'arredamento di interni, ma il suo modo di insegnare si rivela molto noioso. Tuttavia riesce a convincere gli studenti a tornare il giorno dopo, promettendo di organizzare una visita guidata presso la casa di un personaggio famoso. Karen le promette che le farà visitare la casa di Katie Couric, ma poi ammette di non conoscerla nemmeno. Gli studenti di Grace, delusi, decidono di non frequentare più il suo seminario.

## Palle matrimoniali
- Titolo originale: Wedding Balls
- Diretto da: James Burrows
- Scritto da: Laura Kightlinger

### Trama
Grace diventa troppo eccitata quando Will le chiede di aiutare suo cugino a organizzare il suo matrimonio e inizia a comportarsi come se fosse lei la sposa. Quando arriva a indossare il vestito da sposa Will interviene e Grace si rattrista, pensando che non riuscirà mai a sposarsi. L'amicizia tra Will e Karen diventa più forte quando i due scoprono che stanno leggendo lo stesso libro e Jack si ingelosisce. Will e Karen fingono quindi di litigare per far sentire meglio Jack.

## Attrazione banale
- Titolo originale: Fagel Attraction
- Diretto da: James Burrows
- Scritto da: Jenji Kohan

### Trama
Il computer di Will viene rubato in un bar e un gentile detective, Gavin, lo aiuta a ritrovarlo. Gavin fa anche parte del nuovo gruppo di terapia gay di Jack, che ammette di essere preoccupato perché non riesce a chiedere di uscire a un ragazzo e sta inventando scuse per continuare a vederlo. L'uomo ammette anche di non sopportare quando la gente ha qualcosa incastrato fra i denti. Gavin dice a Will che devono andare sotto copertura in una discoteca gay per dare la caccia al ladro di computer e Will inizia a capire che c'è qualcosa di strano in lui. Quando Will incontra Jack quest'ultimo gli racconta tutto quello che sa su di Gavin. Will decide quindi di invitarlo a casa sua per fargli ammettere le sue vere intenzioni. Gavin gli rivela che il suo piano per catturare il ladro era in realtà uno stratagemma per uscire con lui. Will lo perdona e spera che Gavin voglia uscire per davvero con lui, ma prima che possa invitarlo Gavin fugge via inorridito perché Will ha qualcosa incastrato fra i denti. Val, la vicina pazza di Grace, cerca di fare di nuovo amicizia con lei, ma quando Grace non si mostra interessata Val cerca di diventare un'arredatrice e ruba le idee e i clienti di Grace.
- Guest star: Michael Douglas (detective Gavin), Molly Shannon (Val)

## Il mago Jack
- Titolo originale: Hocus Focus
- Diretto da: James Burrows
- Scritto da: Sally Bradford

### Trama
Durante un'asta di beneficenza Will vince un servizio fotografico con la famosa fotografa Fannie Lieber e ha l'opportunità di entrare nel suo nuovo libro sulle famiglie. Will porta quindi con sé la sua famiglia, cioè Grace, ma i due sono sconvolti quando Fannie è dura e maleducata con loro e lo diventano ancora di più quando la fotografa si nasconde dietro una tenda e ritorna eccitata, frenetica e arrapata. Una volta ottenute le foto Will pensa di essere venuto male e chiede alla fotografa di fare un nuovo servizio. Tuttavia, dopo il secondo servizio, è Grace a odiare le nuove foto e a chiederne uno nuovo. Alla fine la fotografa accusa i due di essere troppo superficiali e vanitosi e di non riuscire a provare delle vere emozioni. Questo spinge Will a chiedere a Grace, per scherzo, di avere un bambino con lui. I due esitano e la fotografa cattura con una foto le loro emozioni contrastanti. Il nuovo show di Jack è uno spettacolo di magia, ma si rivela un disastro quando Jack litiga con la sua assistente, Karen, che gli ruba la scena.
- Guest star: Glenn Close (Fannie Lieber)

## Parole... soltanto parole
- Titolo originale: A Buncha White Chicks Sittin' Around Talkin'
- Diretto da: James Burrows
- Scritto da: David Kohan e Max Mutchnick

### Trama
Will, Grace, Karen e Jack decidono di fare le cose che più vogliono ma che hanno avuto paura di fare. Karen organizza una visita coniugale per Stan, ma quest'ultimo viene accusato di insider trading e la loro visita è cancellata. Karen avverte Stan che non sa quanto ancora potrà sopportare di essere sposata con un galeotto, specialmente ora che la sua pena è stata estesa. Jack fa un'audizione per uno show di Broadway, ma capisce che forse fare l'attore non è il suo destino. Will dice a Grace che vuole avere un bambino con lei, ma Grace pensa di volere aspettare l'uomo giusto. Quando decidono di andare in terapia insieme per risolvere i loro problemi Grace non riesce a non commuoversi quando Will descrive come potrebbe essere il loro futuro figlio. I due decidono quindi di provarci.

## I.A.: Inseminazione artificiale (prima parte)
- Titolo originale: A.I.: Artificial Insemination
- Diretto da: James Burrows
- Scritto da: Kari Lizer e Jhoni Marchinko (storia); Adam Barr, Jeff Greenstein e Alex Herschlag (sceneggiatura)

### Trama
Will e Grace decidono di ricorrere all'inseminazione artificiale per avere un bambino, ma avendo consegnato il campione sbagliato di sperma sono costretti ad aspettare. Decidono quindi di provarci alla vecchia maniera e Karen affitta per loro una costosa camera d'albergo. Tuttavia i due non riescono ad avere un rapporto sessuale.

## I.A.: Inseminazione artificiale (seconda parte)
- Titolo originale: A.I.: Artificial Insemination
- Diretto da: James Burrows
- Scritto da: Kari Lizer e Jhoni Marchinko (storia); Adam Barr, Jeff Greenstein e Alex Herschlag (sceneggiatura)

### Trama
Will e Grace decidono di riprovare ad avere un bambino con l'inseminazione artificiale; Grace ha un incidente nel parco e un uomo su un cavallo bianco corre in suo aiuto. Karen non sa cosa fare quando un uomo ricco e affascinante le consegna le chiavi della sua stanza d'albergo. Jack ha deciso di abbandonare la sua carriera di attore e di dedicarsi pienamente al suo lavoro come commesso da Barney. Grazie al suo impegno riceve una promozione e diventa caporeparto, tuttavia, mentre è intento a celebrare nel suo nuovo ufficio, inciampa e perde conoscenza. Jack, svenuto, ha una visione di Cher che lo incoraggia a tornare a esibirsi. Una volta sveglio Jack corre a fare un'audizione per la quale era stato chiamato.